# Angèle Durand
Pour les articles homonymes, voir Durand.
 (octobre 2011).
Si vous disposez d'ouvrages ou d'articles de référence ou si vous connaissez des sites web de qualité traitant du thème abordé ici, merci de compléter l'article en donnant les références utiles à sa vérifiabilité et en les liant à la section « Notes et références ».
Angèle Durand, de son vrai nom Angèle Caroline Liliane Josette Marie-José DeGeest, est une chanteuse et actrice belge née le 23 octobre 1925 à Anvers et morte le 22 décembre 2001 à Augsbourg (Allemagne).

## Biographie
À l'âge de 15 ans, Angèle Durand fait ses débuts en tant que chanteuse de cabaret et de bar. Elle devient chanteuse de jazz dans la troupe du trompettiste Rex Stewart.
Elle fait de nombreuses tournées à travers l'Europe avec Maurice Chevalier, Zarah Leander, Édith Piaf, Joséphine Baker, Liselotte Malkowsky, Peter Kreuder, René Carol, Rudi Schuricke (de) et Erwin Lehn (de). 
En 1951, Angèle Durand rencontre Nils Nobach (de) qui devient son producteur et qu'elle épouse en 1958. En 1960, elle chante en duo avec Rex Gildo pour les présélections allemandes au Concours Eurovision de la chanson 1960 Abitur der Liebe.
Elle participe à une vingtaine de films à partir des années 1950, avant de se consacrer au théâtre dans les années 1970.

## Répertoire
- C'est si bon (1950)
- Der Student von Paris (1954)
- Chihuahu (1954)
- Sailor's Boogie (1954)
- Ganz Paris träumt von der Liebe (1955)
- So ist Paris (1956)
- C'est magnifique (1956)
- Johannes (1957)
- Melodie d'amour (1957)
- Je vous adore (1957)
- Che-Lla-Lla (1957)
- Chanson d'amour (1958)
- Bonjour tristesse (1958)
- Rubino (1958)
- Goodnight Monsieur (1958)
- Hula Hopp (1958)
- Die Girls (1958)
- Apple Blossom Time (1959)
- Musik aus dem Himmel (1959)
- Wo die Sonne in das Meer versinkt (1959)
- Im Nachtlokal zum Silbermond (1959)
- Das Leben geht weiter (1959)
- Merci Paris (1959)
- Die Cowboys von der Silver-Ranch (1960) avec les Nilsen Brothers
- Mais oui (1960)
- Ave Maria No Morro (1960)
- Casino de Paris (1961)
- Er macht Musik am Montparnasse (1961)
- Ja, ich bin die tolle Frau (1961)
- Meine kleine Herz macht tick-tack für die Liebe
- Pigalle
- Paris, du bist die schönste Stadt der Welt

## Discographie

### Albums
- 1980 : Lieder der Claire Waldoff
- 1995 : Oui, je suis la grande femme

## Filmographie
- 1951 : Sous le ciel de Paris de Julien Duvivier
- 1951 : Die Mitternachtsvenus de Ferdinand Dörfler
- 1953 : Käpt'n Bay-Bay de Helmut Käutner
- 1953 : Träume auf Raten de Peter A. Horn
- 1953 : Knallbonbons de Hanns Farenburg
- 1954 : Tanz in der Sonne de Géza von Cziffra
- 1954 : Ein Mädchen aus Paris de Franz Seitz Jr.
- 1955 : Die Herrin vom Sölderhof de Jürgen von Alten
- 1956 : Bonsoir Paris, bonjour l'amour de Ralph Baum
- 1958 : Der lachende Vagabund de Thomas Engel
- 1958 : Le péché commence avec Ève (Mit Eva fing die Sünde an) de Fritz Umgelter
- 1959 : Hula-Hopp, Conny de Heinz Paul
- 1959 : Die feuerrote Baronesse de Rudolf Jugert
- 1959 : Das Nachtlokal zum Silbermond de Wolfgang Glück
- 1960 : O sole mio (de) de Paul Martin
- 1960 : Schlagerparade de Franz Marischka
- 1960 : Das Rätsel der grünen Spinne de Franz Marischka
- 1963 : Sing, aber spiel nicht mit mir de Kurt Nachmann
- 1982 : Tatort, épisode So ein Tag de Jürgen Roland